# Каддо (приход)
Ка́ддо (англ. Caddo Parish, фр. Paroisse de Caddo) — приход штата Луизиана, США. Официально образован в 1838 году. По состоянию на 2010 год, численность населения составляла 254 969 человек.

## География
По данным Бюро переписи США, общая площадь прихода равняется 2426,832 км², из которых 2276,612 км² — суша, и 150,22 км² или 6,2 % — это водоёмы. В западной части прихода расположено (частично на территории прихода) озеро Каддо, широко известное своим кипарисовым лесом, одним из крупнейших на планете.

## Население
По данным переписи населения 2010 года на территории прихода проживает 254 969 жителей в составе 119 502 домашних хозяйства и 68 900 семей. Плотность населения составляет 110,00 человек на км2. На территории прихода насчитывается 108 296 жилых строений, при плотности застройки около 47,00-ми строений на км2. Расовый состав населения: белые — 54,10 %, афроамериканцы — 35,00 %, коренные американцы (индейцы) — 1,20 %, азиаты — 1,80 %, гавайцы — 0,10 %, представители других рас — 0,82 %, представители двух или более рас — 1,80 %. Испаноязычные составляли 0,00 % населения независимо от расы.
В составе 30,90 % из общего числа домашних хозяйств проживают дети в возрасте до 18 лет, 42,20 % домашних хозяйств представляют собой супружеские пары, проживающие вместе, 19,80 % домашних хозяйств представляют собой одиноких женщин без супруга, 33,70 % домашних хозяйств не имеют отношения к семьям, 28,90 % домашних хозяйств состоят из одного человека, 10,50 % домашних хозяйств состоят из престарелых (65 лет и старше), проживающих в одиночестве. Средний размер домашнего хозяйства составляет 2,51 человека, и средний размер семьи 3,11 человека.
Возрастной состав прихода: 26,80 % моложе 18 лет, 10,20 % от 18 до 24, 27,40 % от 25 до 44, 22,00 % от 45 до 64 и 22,00 % от 65 и старше. Средний возраст жителя прихода 35 лет. На каждые 100 женщин приходится 89,70 мужчин. На каждые 100 женщин старше 18 лет приходится 84,90 мужчин.
Средний доход на домохозяйство прихода составлял 31 467 USD, на семью — 38 872 USD. Среднестатистический заработок мужчины был 31 664 USD против 22 074 USD для женщины. Доход на душу населения составлял 17 839 USD. Около 17,10 % семей и 21,10 % общего населения находились ниже черты бедности, в том числе — 30,80 % молодёжи (тех, кому ещё не исполнилось 18 лет) и 16,10 % тех, кому было уже больше 65 лет.